# Persönliche Assistenz
Persönliche Assistenz ist die Erbringung individueller Dienstleistung, die Menschen mit einer Behinderung in die Lage versetzt, ein unabhängiges und selbstbestimmtes Leben zu führen.

## Beschreibung
Persönliche Assistenz gibt Menschen mit Behinderungen die Möglichkeit, dass sie ihr Leben nach eigenen Wünschen, Vorstellungen und Bedürfnissen gestalten können. Persönliche Assistenz umfasst alle Bereiche des täglichen Lebens, in denen Unterstützungsbedarf bzw. Hilfebedarf besteht. Das betrifft unter anderem Bereiche wie Körperpflege, die alltägliche Lebensführung, Unterstützung im Haushalt, Mobilitätshilfe, Behördengänge, Gesundheitsförderung/-erhaltung und Kommunikationshilfe. Dadurch soll die Inklusion gefördert werden. Persönliche Assistenz ist oft die Bedingung für ein Leben in eigener Wohnung.
Der Unterschied zu herkömmlichen Hilfsangeboten bzw. Sozialen Diensten besteht darin, dass bei der Persönlichen Assistenz die Initiative von den Betroffenen ausgeht und sie die Organisation ihrer Hilfe selbst in die Hand nehmen.
Das Modell der Persönlichen Assistenz ermöglicht Menschen mit Beeinträchtigungen, grundlegende Kompetenzen für ihre Assistenz selbst zu übernehmen:
- Personalkompetenz: Die Assistenznehmer bestimmen selbst, wer die Assistenzleistungen erbringt. Sie schließen Arbeitsverträge mit ihren Assistenten ab, erstellen Dienstpläne, Lohnabrechnungen, führen Steuern und Sozialversicherungsbeiträge ab. Die Assistenten sind dabei entweder bei ihnen direkt angestellt (Arbeitgeber-Modell) oder bei einem Dienstleister (z. B. Assistenzgenossenschaft). So können die Assistenznehmer auch darüber entscheiden, ob sie die Hilfen von verschiedenen Personen bzw. Anbietern oder aus einer Hand bekommen möchte (Differenzierungskompetenz).
- Anleitungskompetenz: Die Assistenznehmer arbeiten ihre Assistenten selbst ein.
- Finanzkompetenz: Die Assistenznehmer kontrollieren die Verwendung der ihnen zustehenden Finanzmittel, wie z. B. in Österreich Leistungen aus dem Bundespflegegeldgesetz oder in Deutschland aus dem Persönlichen Budget der Eingliederungshilfe, selbst.
- Organisationskompetenz: Die Assistenznehmer gestalten ihren Tagesablauf nach ihren eigenen Anforderungen und Wünschen.
- Raumkompetenz: Die Assistenznehmer bestimmen selbst, an welchem Ort die Assistenz erbracht wird (z. B. in ihrer Wohnung, am Arbeitsplatz, am Urlaubsort, bei Besuchen von Freunden oder Familienangehörigen).

Für die Assistenten existiert dabei kein berufsbildspezifisch definierter arbeitsrechtlicher Rahmen und keine gewerkschaftliche Vertretung.
Persönliche Assistenz wird von der Selbstbestimmt-Leben-Bewegung als ein zentrales Mittel für ein selbstbestimmtes Leben in allen Bereichen gesehen. Es bedeutet eine Umverteilung der Macht von den Institutionen zu den Betroffenen. Persönliche Assistenz dreht die traditionellen Machtverhältnisse zwischen professionellen Helferinnen und Helfern und Menschen mit Beeinträchtigung um. Deshalb mussten sie sich die Assistenten gegen viele Widerstände oft hart erkämpfen.
Menschenrechtsexperten sehen in der bedarfsgerechten Persönlichen Assistenz die Grundvoraussetzung die volle Teilhabe von Menschen mit Behinderungen in der Gesellschaft. Damit das Unterstützungssystem greift, wird die Einbeziehung von Menschen mit Behinderungen bei der Gestaltung von Assistenzmodellen gefordert.

### Beispiele
Eine Form der persönlichen Assistenz ist die Arbeitsassistenz in Deutschland bzw. die Persönliche Assistenz am Arbeitsplatz (PAA) in Österreich. Die Arbeitsassistenz (§§ 33 und 102 SGB IX i. V. mit § 17 SchwbAV) schafft erstmals in Deutschland die Möglichkeit, dass Menschen mit Behinderung im Unterschied zum Betreuungsaufwand zum Arbeitgeber eines Arbeitsplatzassistenten werden. Diese Arbeitsassistenz hat den behinderten Arbeitnehmer dabei zu unterstützen, seine arbeitsrechtlichen Verpflichtungen zu erfüllen.
Die Elternassistenz unterstützt Mütter und Väter mit Behinderungen bei der Versorgung und Betreuung ihrer Kinder (§ 4 Abs. 4, § 76 Abs. 2 Nr. 2 SGB IX). Behinderte Kinder und Jugendliche können Schulbegleiter in Anspruch nehmen.